# Мужская сборная Исландии по кёрлингу
Мужская сборная Исландии по кёрлингу — представляет Исландию на международных соревнованиях по кёрлингу. Управляющей организацией выступает Национальная ассоциация кёрлинга Сербии (англ. Curling Association of Iceland).

## Результаты выступлений

### Чемпионаты Европы
| Год       | Игры           | Победы         | Поражения      | Место          |
| --------- | -------------- | -------------- | -------------- | -------------- |
| 1975—2006 | не участвовали | не участвовали | не участвовали | не участвовали |
| 2007      | 6              | 0              | 6              | 29             |
| 2008      | не участвовали | не участвовали | не участвовали | не участвовали |
| 2009      | 9              | 2              | 7              | 26             |
| 2010      | 6              | 4              | 2              | 27             |
| 2011      | 8              | 5              | 3              | 28             |
| 2012      | 7              | 2              | 5              | 29             |
| 2013      | 7              | 0              | 7              | 32             |
| 2014      | 9              | 3              | 6              | 30             |
| 2015      | 10             | 1              | 9              | 34             |
| 2016      | 10             | 0              | 10             | 35             |

В чемпионатах Европы 2007, 2009 сборная Исландии выступала в дивизионе «В», в 2010—2016 в дивизионе «С». В колонке Место указаны итоговые позиции команды с учётом общей классификации.